# Aurora Pro Patria 1919 2022-2023
Questa voce raccoglie le informazioni riguardanti l'Aurora Pro Patria 1919 nelle competizioni ufficiali della stagione 2022-2023.

## Stagione
Nella stagione 2022-2023 la Pro Patria disputa il girone A del campionato di Serie C, raccoglie 50 punti con il dodicesimo posto finale. Allenati dal cileno Jorge Vargas i tigrotti ottengono 31 punti nel girone di andata, poi perdono il passo, ragranellando nel girone di ritorno solo 19 punti, perdendo per un solo punto il diritto a disputare i Play-off. Il miglior marcatore stagionale dei bustocchi è stato Davide Castelli che ha firmato 9 reti. Nella Coppa Italia di Serie C la Pro Patria nel primo turno supera (1-0) l'Albinoleffe, nel secondo turno esce dal torneo superata (1-2) dall'Alessandria, dopo i tempi supplementari.

## Divise e sponsor
Lo sponsor tecnico per la stagione 2022-2023 è Givova, mentre lo sponsor ufficiale è Istituti Clinici San Carlo.

## Organigramma societario
Area direttiva
- Presidente: Patrizia Testa

Area organizzativa
- Segretario generale: Cristian Moroni
- Team manager: Beppe Gonnella
- Delegato sicurezza: Davide Pane
- Addetto agli arbitri: Maurizio Pacchioni

Area comunicazione
- Responsabile: Nicolò Ramella
- S.L.O.: Andrea Fazzari

Area marketing
- Ufficio marketing: Simone Milani

Area tecnica
- Allenatore: Jorge Vargas
- Allenatore in seconda: Riccardo Colombo, Giuseppe Le Noci
- Preparatore atletico: Andrea Curzi
- Preparatore dei portieri: Renato Redaelli

Area sanitaria
- Responsabile: Giuseppe Monti
- Medico sociale: Franco Maurizio Bidoglio
- Recupero infortuni: Matteo Celotti
- Ortopedico: Marco Luigi Valcarenghi
- Responsabile area fisioterapica: Luca Bettinelli
- Massaggiatori: Mirko Nucera

## Rosa
Rosa tratta dal sito ufficiale della Pro Patria
| N. |                      | Ruolo | Calciatore        |
| -- | -------------------- | ----- | ----------------- |
| 1  | Italia (bandiera)    | P     | Mattia Del Favero |
| 3  | Albania (bandiera)   | D     | Angelo Ndrecka    |
| 4  | Italia (bandiera)    | D     | Lorenzo Saporetti |
| 5  | Italia (bandiera)    | D     | Stefano Molinari  |
| 6  | Italia (bandiera)    | D     | Moris Sportelli   |
| 7  | Italia (bandiera)    | A     | Leonardo Stanzani |
| 8  | Italia (bandiera)    | C     | Tommaso Brignoli  |
| 9  | Italia (bandiera)    | A     | Sean Parker       |
| 10 | Italia (bandiera)    | C     | Gianluca Nicco    |
| 12 | Italia (bandiera)    | P     | Giulio Mangano    |
| 13 | Italia (bandiera)    | D     | Andrea Boffelli   |
| 14 | Italia (bandiera)    | C     | Luca Bertoni      |
| 16 | Italia (bandiera)    | C     | Giovanni Fietta   |
| 17 | Argentina (bandiera) | C     | Franco Vezzoni    |

| N. |                    | Ruolo | Calciatore          |
| -- | ------------------ | ----- | ------------------- |
| 18 | Italia (bandiera)  | C     | Leonardo Piran      |
| 19 | Italia (bandiera)  | D     | Manuel Lombardoni   |
| 20 | Italia (bandiera)  | C     | Lorenzo Gavioli     |
| 21 | Italia (bandiera)  | C     | Clemente Perotti    |
| 22 | Italia (bandiera)  | P     | Ryan Bergamo        |
| 23 | Italia (bandiera)  | C     | Filippo Ghioldi     |
| 24 | Italia (bandiera)  | A     | Emanuele Zanaboni   |
| 25 | Italia (bandiera)  | C     | Davide Ferri        |
| 26 | Italia (bandiera)  | A     | Amin Mohamed Chakir |
| 27 | Italia (bandiera)  | A     | Alessandro Piu      |
| 29 | Italia (bandiera)  | C     | Tommaso Olivieri    |
| 30 | Italia (bandiera)  | A     | Davide Castelli     |
| 32 | Francia (bandiera) | C     | Jonathan Pitou      |
| 35 | Italia (bandiera)  | P     | Mattia Valneri      |

## Risultati

### Serie C - girone A

#### Girone di andata
| Arbitro: | Restaldo (Ivrea) |

|                |           |               |
| Lombardoni 90’ | Marcatori | 74’ Grandolfo |

| Arbitro: | Zanotti (Rimini) |

|  |           |              |
|  | Marcatori | 33’ Boffelli |

| Arbitro: | Di Cicco (Lanciano) |

|                                           |           |  |
| Castelli 45’ (rig.), 37’ Piu 90+1’ (rig.) | Marcatori |  |

| Arbitro: | Pezzopane (L'Aquila) |

|                            |           |  |
| Liguori 15’, 23’ Vasic 62’ | Marcatori |  |

| Arbitro: | Renzi (Pesaro) |

|         |           |             |
| Piu 81’ | Marcatori | 88’ Malotti |

| Arbitro: | Mastrodomenico (Matera) |

|                           |           |              |
| Saporetti 88’ Nicco 90+2’ | Marcatori | 33’ Perrotta |

| Arbitro: | Cherchi (Carbonia) |

|                |           |             |
| F. Ferrari 83’ | Marcatori | 25’ Perotti |

| Arbitro: | Gauzolino (Torino) |

|             |           |                   |
| Ndrecka 72’ | Marcatori | 7’, 26’ Belcastro |

| Arbitro: | Gigliotti (Cosenza) |

|                                           |           |                         |
| Abiuso 26’ Artioli 64’ Mangano 73’ (aut.) | Marcatori | 5’, 89’ (rig.) Stanzani |

| Arbitro: | Canci (Carrara) |

|              |           |  |
| Stanzani 42’ | Marcatori |  |

| Arbitro: | Djurdjevic (Trieste) |

|                  |           |             |
| Bruschi 22’, 39’ | Marcatori | 90+3’ Pitou |

| Arbitro: | Delrio (Reggio Emilia) |

|                     |           |                   |
| Stanzani 6’ Piu 39’ | Marcatori | 90+5’ (rig.) Ganz |

| Arbitro: | Turrini (Firenze) |

|               |           |  |
| Mărginean 16’ | Marcatori |  |

| Arbitro: | Castellone (Napoli) |

|  |           |                |
|  | Marcatori | 57’ M. Palumbo |

| Arbitro: | G. Sacchi (Macerata) |

|  |           |              |
|  | Marcatori | 51’ Castelli |

| Arbitro: | Fiero (Pistoia) |

|                |           |                           |
| Ajeti 50’, 84’ | Marcatori | 59’ Castelli 86’ Stanzani |

| Arbitro: | Maggio (Lodi) |

|                         |           |  |
| Fietta 55’ Stanzani 75’ | Marcatori |  |

| Arbitro: | Vergaro (Bari) |

|  |           |              |
|  | Marcatori | 61’ Castelli |

| Arbitro: | Vogliacco (Bari) |

|                             |           |                       |
| Boffelli 18’ Citterio 90+2’ | Marcatori | 89’ (aut.) Lombardoni |

#### Girone di ritorno
| Arzignano 23 dicembre 2022 20ª giornata | Arzignano                | 0 – 0 | Pro Patria | Stadio Tommaso Dal Molin\| Arbitro: \| Andeng Toma Mbei (Cuneo) \| |
| Arbitro:                                | Andeng Toma Mbei (Cuneo) |       |            |                                                                    |

| Busto Arsizio 8 gennaio 2023 21ª giornata | Pro Patria        | 0 – 0 | Feralpisalò | Stadio Carlo Speroni\| Arbitro: \| Cavaliere (Paola) \| |
| Arbitro:                                  | Cavaliere (Paola) |       |             |                                                         |

| Arbitro: | Di Francesco (Ostia Lido) |

|                          |           |  |
| Bocalon 11’ Guccione 49’ | Marcatori |  |

| Arbitro: | Mastrodomenico (Matera) |

|  |           |                                          |
|  | Marcatori | 44’ Valentini 73’ Jelenic 90+2’ Radrezza |

| Arbitro: | Iacobellis (Pisa) |

|  |           |              |
|  | Marcatori | 12’ Castelli |

| Arbitro: | Rinaldi (Bassano del Grappa) |

|  |           |                   |
|  | Marcatori | 39’ Pitou 76’ Piu |

| Arbitro: | Arena (Torre del Greco) |

|                      |           |  |
| Piu 40’ D. Ferri 75’ | Marcatori |  |

| Trento 11 febbraio 2023 27ª giornata | Trento           | 0 – 0 | Pro Patria | Stadio Briamasco\| Arbitro: \| Zanotti (Rimini) \| |
| Arbitro:                             | Zanotti (Rimini) |       |            |                                                    |

| Arbitro: | Cerbasi (Arezzo) |

|         |           |                          |
| Piu 27’ | Marcatori | 31’ Frigoli 53’ K. Varas |

| Arbitro: | Restaldo |

|                           |           |  |
| Casarotto 8’ J. Gomez 85’ | Marcatori |  |

| Arbitro: | Kumara (Verona) |

|              |           |                                       |
| Stanzani 57’ | Marcatori | 6’ A. Sala 45’, 76’ (rig.) M. Corradi |

| Arbitro: | Mucera (Palermo) |

|                         |           |  |
| Adorante 7’ Crimi 90+2’ | Marcatori |  |

| Arbitro: | Pacella (Roma) |

|           |           |            |
| Nicco 25’ | Marcatori | 90’ Vuthaj |

| Arbitro: | Iannello (Messina) |

|               |           |             |
| Compagnon 33’ | Marcatori | 90+1’ Pitou |

| Arbitro: | Milone (Taurianova) |

|              |           |                                              |
| Castelli 71’ | Marcatori | 71’ Gusu 28’ Manconi 35’ Cocco 80’ Frosinini |

| Busto Arsizio 2 aprile 2023 35ª giornata | Pro Patria         | 0 – 0 | Pordenone | Stadio Carlo Speroni\| Arbitro: \| Virgilio (Trapani) \| |
| Arbitro:                                 | Virgilio (Trapani) |       |           |                                                          |

| Arbitro: | Bozzetto (Bergamo) |

|                          |           |              |
| Giudici 32’ Pinzauti 87’ | Marcatori | 60’ Castelli |

| Arbitro: | Di Cicco (Lanciano) |

|              |           |             |
| Chakir 90+8’ | Marcatori | 90+6’ Morra |

| Arbitro: | Maccarini (Arezzo) |

|  |           |           |
|  | Marcatori | 88’ Pitou |

### Coppa Italia Serie C
| Arbitro: | Giaquinto (Parma) |

|           |           |  |
| Piran 48’ | Marcatori |  |

| Arbitro: | Canci (Carrara) |

|                |           |                                   |
| Castelli 90+3’ | Marcatori | 44’ (rig.) Martignago 102’ Ascoli |